# Ileť
Ileť (marijsky Элнет, tatarsky İllät, rusky Илеть) je řeka v Marijské republice a částečně tvoří její hranici s Tatarstánem v Rusku. Je dlouhá 204 km. Plocha povodí měří 6450 km².

## Průběh toku
Na horním toku teče mezi nízkými břehy, které se níže po proudu zvedají. Částečně jsou bažinaté. krajinu. Je levým přítokem Volhy a ústí do Samarské přehrady.

## Vodní režim
Zdrojem vody jsou především sněhové srážky. Zamrzá v polovině listopadu a rozmrzá v polovině dubna.

## Využití
Je splavná pro vodáky. Na dolním toku je možná vodní doprava.